# Valeria D'Obici
Valeria D'Obici (Lerici, 17 aprile 1952) è un'attrice italiana, vincitrice del David di Donatello come migliore attrice protagonista nel 1981.

## Biografia
Ha frequentato la scuola del Piccolo Teatro di Milano, diretta da Luigi Ferrante, dove si è diplomata nel 1972 con il saggio finale Il drago di Evgenij Schwarz. È entrata fin dall'inizio nella cooperativa che ha preso in gestione il Salone Pier Lombardo, con Franco Parenti e Andrée Ruth Shammah; il debutto è avvenuto il 16 gennaio 1973 con L'Ambleto di Giovanni Testori.
Il suo esordio cinematografico avvenne nel 1974, con la partecipazione ad un film del genere poliziottesco, molto in voga negli anni settanta, La polizia ha le mani legate. Il successo le arrise con l'interpretazione di Fosca in Passione d'amore del 1981, diretta da Ettore Scola, che le permise di aggiudicarsi il David di Donatello come migliore attrice italiana, ex aequo con Mariangela Melato e un Globo d'oro come miglior attrice rivelazione.
Negli anni successivi entra nella terna dei David come interprete non protagonista nei film Piso pisello (1981) di Peter Del Monte e Uno scandalo perbene (1984), diretto da Pasquale Festa Campanile. Ottiene in seguito una menzione speciale come interprete femminile per il film di Attilio Concari 45º parallelo, premio "Venezia De Sica" alla 43ª Mostra internazionale d'arte cinematografica di Venezia del 1986. In seguito partecipa a diverse pellicole commerciali spesso al fianco di Massimo Boldi, riottenendo però maggiore visibilità con la partecipazione ai film dei registi Pupi Avati, Andrea Barzini, Liliana Cavani e Gabriele Muccino.

## Filmografia

### Cinema
- La polizia ha le mani legate, regia di Luciano Ercoli (1974)
- Classe mista, regia di Mariano Laurenti (1976)
- La banca di Monate, regia di Francesco Massaro (1976)
- Masoch, regia di Franco Brogi Taviani (1980)
- Sbamm!, regia di Francesco Abussi (1980)
- Passione d'amore, regia di Ettore Scola (1981)
- Piso pisello, regia di Peter Del Monte (1981)
- Fuga dal Bronx, regia di Enzo G. Castellari (1983)
- Uno scandalo perbene, regia di Pasquale Festa Campanile (1984)
- Colpo di fulmine, regia di Marco Risi (1985)
- Desiderando Giulia, regia di Andrea Barzini (1985)
- 45º parallelo, regia di Attilio Concari (1986)
- Morirai a mezzanotte, regia di Lamberto Bava (1986)
- Yuppies - I giovani di successo, regia di Carlo Vanzina (1986)
- La rosa bianca, regia di Francesca Leonardi (1988)
- Mia moglie è una bestia, regia di Castellano e Pipolo (1988)
- L'avvoltoio può attendere, regia di Gian Pietro Calasso (1991)
- Anni 90, regia di Enrico Oldoini (1992)
- Dove siete? Io sono qui, regia di Liliana Cavani (1993)
- L'amore dopo, regia di Attilio Concari (1993)
- L'amico immaginario, regia di Nico D'Alessandria (1994)
- L'ombra abitata, regia di Massimo Mazzucco (1995)
- Il testimone dello sposo, regia di Pupi Avati (1998)
- Come te nessuno mai, regia di Gabriele Muccino (1999)
- La regina degli scacchi, regia di Claudia Florio (2001)
- La seconda notte di nozze, regia di Pupi Avati (2005)
- Mia, regia di Fulvio Ottaviano (2012)
- Nour, regia di Maurizio Zaccaro (2019)
- Dante, regia di Pupi Avati (2022)

### Televisione
- Il povero soldato, regia di Mario Morini – miniserie TV (11 e 18 gennaio 1978)
- Cuore, regia di Luigi Comencini – miniserie TV (1984)
- ...e la vita continua, regia di Dino Risi – miniserie TV (1984)
- L'avvoltoio sa attendere, regia di Gian Pietro Calasso – film TV (1991)
- Un dono semplice, regia di Maurizio Zaccaro – film TV (2000)
- La guerra è finita, regia di Lodovico Gasparini – miniserie TV (2002)
- Augusto - Il primo imperatore, regia di Roger Young – miniserie TV (2003)
- Benedetti dal Signore – serie TV (2004)
- La fuggitiva, regia di Carlo Carlei – miniserie TV, puntate 1x04-1x06-1x08 (2021)

## Teatro
- L'Ambleto di Giovanni Testori, regia di Andrée Ruth Shammah, Salone Pier Lombardo di Milano (1973)
- Gran can can di orfani, gendarmi, evasi, bari, baroni, banchieri e donne dolenti di Ettore Capriolo e Franco Parenti, regia di Franco Parenti, Salone Pier Lombardo di Milano (1973)
- Il gigante nano di Frank Wedekind, regia di Andrée Ruth Shammah, Salone Pier Lombardo di Milano (1975)
- Natale in casa Cupiello, testo e regia di Eduardo De Filippo (1975)
- La congiura dei sentimenti di Jurij Karlovič Oleša, regia di Andrée Ruth Shammah, Salone Pier Lombardo di Milano (1976)
- L'Arialda di Giovanni Testori, regia di Andrée Ruth Shammah, Salone Pier Lombardo di Milano (1976)
- La doppia incostanza di Pierre de Marivaux, regia di Andrée Ruth Shammah, Salone Pier Lombardo di Milano (1978)
- Piccole donne - Un musical, regia di Tonino Pulci (1978)
- La santa sulla scopa, testo e regia di Luigi Magni (1986)
- Il cielo altissimo e confuso di Enzo Siciliano, regia di Giorgio Crisafi (1991)
- Solo tu lo dici di Paola Marchetti e Luigi Quattrucci, regia di Valeria D'Obici (1994)
- Il viaggio, testo e regia di Walter Manfrè (1998)
- Dopo settembre di Jimmie Chinn, regia di Valeria D'Obici (2001)
- Buonanotte mamma di Marsha Norman, regia di Nora Venturini (2007)
- Dona Flor e i suoi due mariti, adattamento e regia di Emanuela Giordano (2010)

## Riconoscimenti
- David di Donatello
  - 1981 – Migliore attrice protagonista per Passione d'amore
  - 1982 – Candidatura alla migliore attrice non protagonista per Piso pisello
  - 1985 – Candidatura alla migliore attrice non protagonista per Uno scandalo perbene
- Globo d'oro
  - 1981 – Migliore attrice rivelazione per Passione d'amore
- Mostra internazionale d'arte cinematografica
  - 1986 – Premio De Sica - Menzione speciale

## Doppiatrici
- Emanuela Rossi in Passione d'amore